# Großröhrsdorf
Großröhrsdorf est une ville de Saxe (Allemagne), située dans l'Arrondissement de Bautzen, dans le district de Dresde.

## Économie
- Brasserie Böhmisch Brauhaus Großröhrsdorf.

## Personnalités liées à la ville
- Werner Felfe (1928-), homme politique né à Großröhrsdorf.
- Diemut Theato (1937-), femme politique née à Kleinröhrsdorf.